# Großenzersdorf und Rutzendorf
Die Herrschaft Großenzersdorf und Rutzendorf war eine Grundherrschaft im Viertel unter dem Manhartsberg im Erzherzogtum Österreich unter der Enns, dem heutigen Niederösterreich.

## Ausdehnung
Die beiden Herrschaften umfassten zuletzt die Ortsobrigkeit über Großenzersdorf, Raasdorf, Großhofen, Probstdorf, Wittau, Schönau, Ufer, Mühlleiten, Pystorf und Rutzendorf. Der Sitz der Verwaltung befand sich in Großenzersdorf.

## Geschichte
Letzter Inhaber der k.k. Familienherrschaft war Kaiser Ferdinand I. Im Zuge der Reformen 1848/1849 wurde die Herrschaft aufgelöst.